# Campionati italiani assoluti di scherma del 1999
I Campionati italiani assoluti di scherma del 1999 sono stati organizzati dalla Federazione Italiana Scherma e si sono svolti a Firenze in Toscana.
Nel fioretto, si sono aggiudicati i titoli dei campionati italiani Salvatore Sanzo, alla sua prima affermazione, e Valentina Vezzali (7º titolo nazionale).
Nella spada Alfredo Rota ha vinto tra gli uomini, bissando il titolo dell'anno precedente, mentre tra le donne c'è stato il successo di Cristiana Cascioli, al primo titolo nazionale.
Nella sciabola Tonhi Terenzi ha vinto il suo sesto titolo nazionale maschile, mentre Anna Ferraro quello femminile.
Nei campionati italiani a squadre maschili il Gruppo Sportivo Fiamme Oro ha trionfato nel fioretto, mentre il team del Centro Sportivo Carabinieri ha vinto sia nella spada che nella sciabola.
Nei campionati italiani a squadre femminili le Fiamme Oro hanno vinto sia nel fioretto che nella spada, mentre il Pisascherma si è aggiudicato la sciabola

## Podi

### Uomini
| Specialità  | Oro                             | Argento | Bronzo |
| Individuali |                                 |         |        |
| Fioretto    | Salvatore Sanzo                 | -       | -      |
| Spada       | Alfredo Rota                    | -       | -      |
| Sciabola    | Tonhi Terenzi                   | -       | -      |
| A squadre   |                                 |         |        |
| Fioretto    | Fiamme Oro Gabriele Magni -     | -       | -      |
| Spada       | Carabinieri Alfredo Rota -      | -       | -      |
| Sciabola    | Carabinieri Giampiero Pastore - | -       | -      |

### Donne
| Specialità  | Oro                                               | Argento     | Bronzo             |
| Individuali |                                                   |             |                    |
| Fioretto    | Valentina Vezzali                                 | -           | -                  |
| Spada       | Cristiana Cascioli                                | -           | -                  |
| Sciabola    | Anna Ferraro                                      | Elisa Vanni | Alessia Tognolli - |
| A squadre   |                                                   |             |                    |
| Fioretto    | Fiamme Oro Valentina Vezzali Margherita Zalaffi - | -           | -                  |
| Spada       | Fiamme Oro Margherita Zalaffi -                   | -           | -                  |
| Sciabola    | U.S. Pisascherma Elisa Vanni -                    | -           | -                  |